# Rise (zespół muzyczny)
Rise – amerykańska grupa muzyczna wykonująca death metal, założona w 1992 roku w Los Angeles.

## Historia
Opracowano na podstawie materiału źródłowego.
Zespół Rise powstał w 1992 roku w Los Angeles z inicjatywy Alberta Gonzalesa i Roba Alaniza (EvilDead). W 1993 roku do grupy dołączyli Istvan Lendvay, Rik Hansen i John Cardenas. W tym samym roku zespół Rise wydał pierwsze, zawierające cztery utwory, demo Life Into Ever Black. Reedycja tej płyty ukazała się w 1995 roku nakładem wytwórni Wild Rags Records.
Pierwszy album zespołu, zatytułowany Shadow of Ruins, został wydany w 1996 roku przez wytwórnię Nigma Records. 
Kolejny album – Slaves of Illusion – został nagrany w 1998 roku, lecz z powodu zmian personalnych w zespole jego premiera odbyła się dopiero w roku 2000 nakładem wytwórni Nephilim Records. Grupę opuścili Albert Gonzales i Rob Alaniz, do Rise dołączyli natomiast Jaime Vivar i Johnson Wang.
Zimą 2000 roku zespół nagrał na Węgrzech album zatytułowany Divine Aeternum, który w 2001 roku wydała wytwórnia Nephilim Records.
W marcu 2006 roku zespół rozpoczął nagrywanie albumu Pentagramnation. Płytę wyprodukował James Murphy (Death, Obituary, Testament), a w nagraniu gościnny udział wzięli Angela Gossow (Arch Enemy) i Dave Suzuki (Vital Remains). Pentagramnation miało premierę w październiku 2009 roku. Do utworu "Pentagramnation" powstał również pierwszy w karierze zespołu teledysk w reżyserii Robyn VonSwank.
Do końca 2009 roku zespół Rise występował między innymi z takimi grupami, jak: Deicide, Morbid Angel, Death, Behemoth, Cannibal Corpse, Napalm Death, Suffocation, Obituary, Kataklysm, Vader, Immolation. 

## Muzycy

### Obecny skład zespołu
Opracowano na podstawie materiału źródłowego.
- Istvan Lendvay – śpiew, gitara
- Johnson Wang – instrumenty klawiszowe, gitara basowa
- Jaime Vivar – perkusja
- Milosz Karubin – gitara basowa w czasie koncertów

### Byli członkowie zespołu
Opracowano na podstawie materiału źródłowego.
- Kosuke Hashida – gitara
- Charles Elliot – gitara
- Albert Gonzales – gitara
- Rik Hansen – gitara
- John Cardenas – gitara basowa
- Rob Alaniz – perkusja

## Dyskografia

### Albumy studyjne
- Shadow of Ruins (1996)
- Slaves of Illusion (2000)
- Divine Aeternum (2001)
- Pentagramnation (2009)

### Dema
- Life into Ever Black (1993)

## Teledyski
| Rok  | Tytuł             | Reżyseria      |
| ---- | ----------------- | -------------- |
| 2009 | "Pentagramnation" | Robyn VonSwank |